# Melissa Müller
Pour les articles homonymes, voir Müller.
Melissa Müller, née en 1967 à Vienne, est une journaliste et autrice autrichienne.

## Biographie
Melissa Müller naît en 1967 à Vienne, en Autriche.
Elle est journaliste, autrice et scénariste,.
Elle est l'autrice d'une biographie d'Anne Frank, qui s'appuie sur des documents historiques et des entretiens avec des personnes qui ont connu l'héroïne, dont le Journal demeure l'un des grands témoignages de la Shoah,.
Elle publie également l'ouvrage Le Coiffeur de Picasso, sur l'histoire de l'amitié entre Pablo Picasso et son coiffeur Eugenio Arias, soldat républicain de la guerre d'Espagne, exilé en France sous l'Espagne franquiste, avec l'écrivaine Monika Czernin,,.
En 2008 paraît le livre Verlorene Bilder, verlorene Leben - Jüdische Sammler und was aus ihren Kunstwerken wurde dont elle est co-autrice avec Monika Tatzkow, dans lequel est racontée l'histoire de quinze collectionneurs juifs durant le nazisme et l'après-guerre.